# Saga Line
Saga Line var namnet för en samarbete mellan SJ Färjerederi  och Trave Line för färjetrafik mellan Skåne och Travemünde i Tyskland.
År 1962 startade Stockholms Rederi AB Sveas dotterbolag i Helsingborg, Linjebuss International, rutten Hälsingborg–Köpenhamn–Travemünde under namnet Trave Line. År 1967 samordnade Lion Ferry sin trafik på Tyskland med Sveas/Linjebuss Internationals under namnet Trave Line. Lion Ferry lämnade samarbetet 1969.
År 1965 startade SJ:s färjerederi en ny linje mellan Trelleborg och Travemünde, något år därefter lades läggs även Malmö till rutten.
SJ:s färjerederi och Trave Line bildade 1976 ett gemensamt färjerederi för trafiken  mellan Skåne och Travemünde. Saga Line organiserade sin färjetrafik mellan Skåne och Tyskland så att all passagerartrafik gick från SJ Färjerederis tidigare hamn Malmö och all lastbilstrafik från Trave Lines tidigare hamn Helsingborg.
Saga Line påbörjade 1981 ett samarbete med TT-Line, som 1962 påbörjat åretrunttrafik på färjelinjen Trelleborg–Travemünde. Samarbetet skedde under namnet TT-Saga Line. År 1983 lade TT-Saga Line ned trafiken till och från Malmö. 
TT-Saga Line bytte 1986 namn till TT-Line.